# Irreligión en Francia
La irreligión y el ateísmo han tenido una larga historia y constitución demográfica en Francia, con el avance del ateísmo y la disminución de los demás teísmos desde la Revolución francesa.
A día de hoy, según se estima, al menos el 30% de la población se identifica como atea, mientras alrededor de otro 30% se considera agnóstica.

## Persecuciones anteriores a la Ilustración
Hasta la llegada de la influencia de la Ilustración, aquellas personas con creencia no-teístas eran vistas como inmorales o amorales y profesar ateísmo era un crimen punible.
El académico Étienne Dolet fue estrangulado y quemado en la hoguera en 1546 por ateo; en 1766, el noble Jean-François de la Barre, fue torturado, decapitado y su cuerpo incinerado por vandalismo hacia un crucifijo, un caso famoso ya que Voltaire trató, sin éxito, de revertir la sentencia.
Entre aquellas personas acusadas de ateísmo se encontraba  Denis Diderot (1713-1784), uno de los más prominentes philosophes y editor de L'Encyclopédie, que intentaba cambiar los puntos de vista religiosos hacia una mayor tolerancia, particularmente el dogma de la iglesia católica: La razón es al respeto lo que la gracia es al cristiano , escribió, La gracia determina la acción del cristiano así como la razón la del filósofo" Diderot fue hecho prisionero brevemente por sus escritos, muchos de los cuales fueron prohibidos y quemados.

## La Revolución Francesa

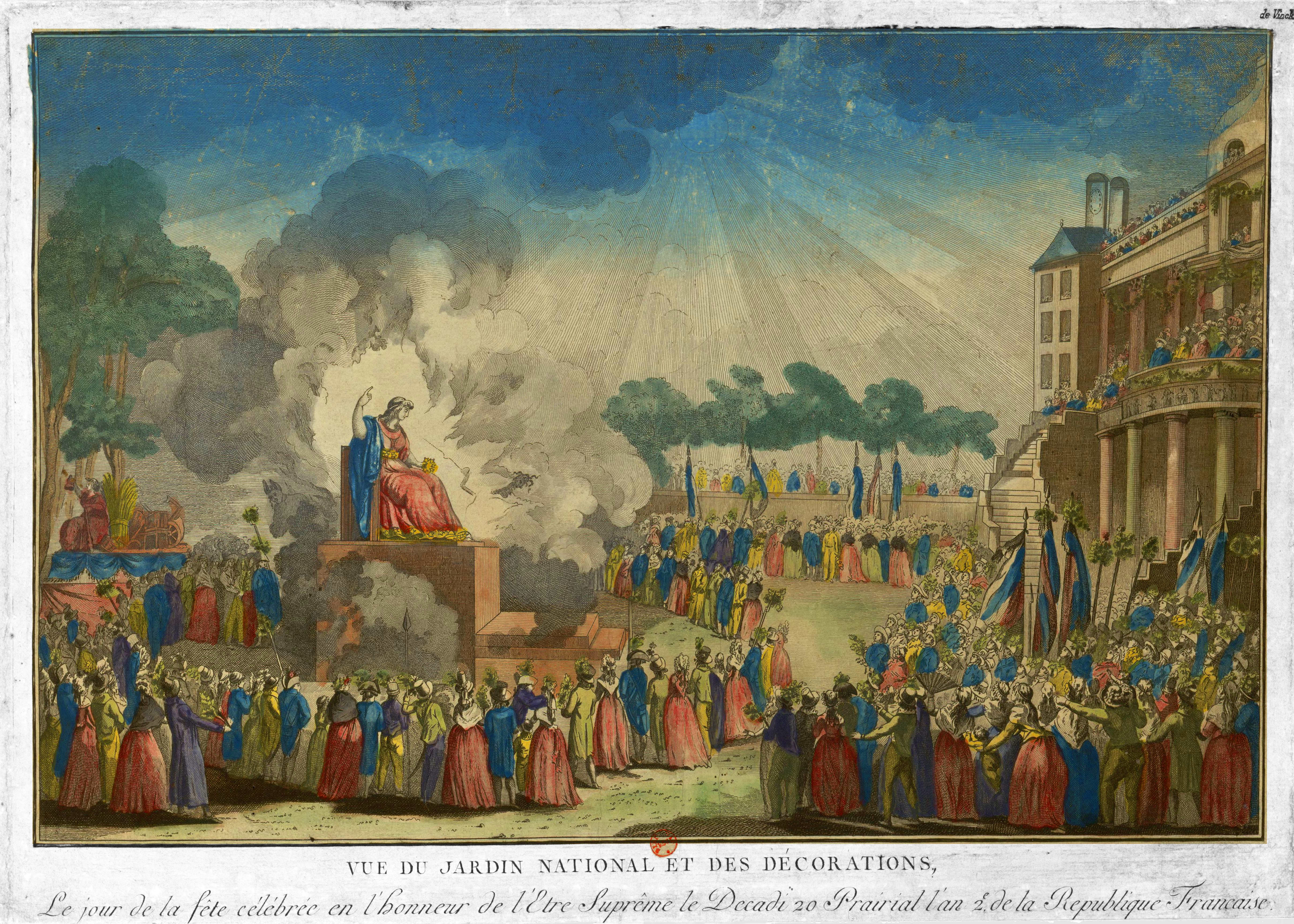
Fête de l'Être Suprème, 1794. Musée Carnavalet, París

La Revolución francesa marcó un punto de inicio en el ascenso del ateísmo como posición predominante desde un punto de vista cognitivo y cultural contra la supremacía del cristianismo católico, de una larga y fuerte relación con el Antiguo Régimen .
Jacques-René Hébert, Pierre-Gaspard Chaumette y sus seguidores (Hebertistas) establecieron una "religión atea", llamada Culto de la Razón y del Ser Supremo (Culte de la Raison et de l'Être suprême) como réplica que reemplazaba al cristianismo, con ceremonias en las que se destruían reliquias cristianas, convirtiendo las iglesias en "Templos de la Razón" y la personificación de la razón como una diosa. También se celebraban festivales como el Festival de la Razón (o Festival de la Libertad), celebrado el 10 de noviembre (20 de Brumaire) de 1793.
El culto de la razón, que buscaba la destrucción de las influencias culturales cristianas se opuso al  Culte de l`être suprême de Robespierre, considerado un culto deista que hacía referencias al cristianismo. El culto de la razón fue finalizada por Robespierre y el Comité de Salvación Pública a través de la ejecución de Hébert y muchos de sus seguidores el 24 de marzo de 1794.

## Irreligión en la actualidad
A partir de 1981 se produce un fuerte crecimiento del número de personas sin religión, según la tendencia indicada por distintos sondeos demoscópicos:
- 1981 : 10,0 %[2]
- 1990 : 11,0 %[2]
- 1994 : 23,0 %[2]
- 2003 : 26,0 %[3]
- 2007 : 31,0 %[3]
- 2012 : 35,0 %[4]

En 2012, los sin religión son mayoría en el grupo de edad comprendido entre 18 y 34 años (52 %).

## Proyecciones
Según un estudio publicado en 2013 por el CSA, los sin religión pueden ser mayoría en Francia en un plazo de 20 a 30 años.
Un estudio de Pew Forum realizado en 2015 confirma esta tendencia: las personas sin religión serían más numerosas que las cristianas para el año 2050.
| Año  | Cristianismo | Sin religión | Islam  | Otras religiones |
| ---- | ------------ | ------------ | ------ | ---------------- |
| 2010 | 63,0 %       | 28,0 %       | 7,5 %  | 1,5 %            |
| 2020 | 58,1 %       | 31,9 %       | 8,3 %  | 1,7 %            |
| 2030 | 53,1 %       | 36,1 %       | 9,1 %  | 1,7 %            |
| 2040 | 47,9 %       | 40,5 %       | 9,9 %  | 1,7 %            |
| 2050 | 43,1 %       | 44,1 %       | 10,9 % | 1,9 %            |